# Pseudonectriella ahmadii
Pseudonectriella ahmadii är en svampart som beskrevs av Petr. 1959. Pseudonectriella ahmadii ingår i släktet Pseudonectriella och familjen Catabotrydaceae.   Inga underarter finns listade i Catalogue of Life.